# Bias Fortes
Bias Fortes is een gemeente in de Braziliaanse deelstaat Minas Gerais. De gemeente telt 3.881 inwoners (schatting 2009).

## Aangrenzende gemeenten
De gemeente grenst aan Antônio Carlos, Juiz de Fora, Lima Duarte, Pedro Teixeira, Santa Rita de Ibitipoca en Santos Dumont.